# Secrets (film, 1933)
Pour les articles homonymes, voir Secrets.
Pour plus de détails, voir Fiche technique et Distribution.
Secrets est un Western américain réalisé par Frank Borzage, sorti en 1933.

## Synopsis
Mary Marlowe, fille d'une riche famille d'industriels de la Nouvelle-Angleterre, est destinée à épouser Lord Hurley, un aristocrate anglais fat et plus âgé qu'elle. Mais elle tient tête à ses parents et refuse ce mariage. Par hasard, elle fait la connaissance de John Carlton, personnage un peu excentrique, qui est comptable dans l'entreprise de son père. Bien vite, ils arrivent à se voir en cachette et à nouer des relations épistolaires. Le jour où William Marlowe découvre les lettres que sa fille adresse à Carlton, il congédie celui-ci sur le champ. 
Le soir même a lieu la réception pour annoncer à la haute bourgeoisie l'union de Mary et de Lord Hurley. La jeune femme, feignant un évanouissement, se réfugie dans sa chambre. C'est alors que Carlton la rejoint à l'aide d'une échelle, et lui annonce son intention de partir pour la Californie afin d'y faire fortune et de revenir l'épouser. Mary, sur un coup de tête, décide de le suivre, malgré tous les dangers et toutes les fatigues qu'elle devra supporter. 
Au moment où la fête bat son plein dans la salle principale, les deux amants s'enfuient.

## Fiche technique
- Titre original : Secrets
- Réalisation : Frank Borzage
- Assistant réalisateur : Lew Borzage
- Scénario : Frances Marion et Leonard Praskins d'après la pièce éponyme de Rudolf Besier et May Edginton
- Production : Mary Pickford
- Société de production : Mary Pickford Film Corporation
- Société de distribution : United Artists Corporation
- Directeur musical : Constantin Bakaleinikoff
- Musique : Alfred Newman
- Photographie : Ray June
- Montage : Hugh Bennett
- Direction artistique : Richard Day
- Décors : Julia Heron
- Costumes : Adrian
- Pays de production :  États-Unis
- Langue : anglais
- Format : Noir et blanc - 35 mm - 1,37:1 - Son Mono (Western Electric Sound System)
- Genre : Western
- Durée : 90 minutes
- Date de sortie :
  - États-Unis : 15 mars 1933 (première à New-York)

## Distribution
- Mary Pickford[1] : Mary Carlton / Mary Marlow
- Leslie Howard : John Carlton
- C. Aubrey Smith : M. William Marlowe
- Blanche Friderici : Mme Martha Marlowe
- Doris Lloyd : Susan Channing
- Herbert Evans : Lord Hurley
- Ned Sparks : Sunshine
- Allan Sears (en) : Jake Houser
- Mona Maris : Senora Lolita Martinez
- Theodore von Eltz : Robert Carlton adulte
- Huntley Gordon : William Carlton adulte
- Ethel Clayton : Audrey Carlton adulte
- Bessie Barriscale : Susan Carlton adulte
- Merrill McCormick : un bandit